# Dromtön

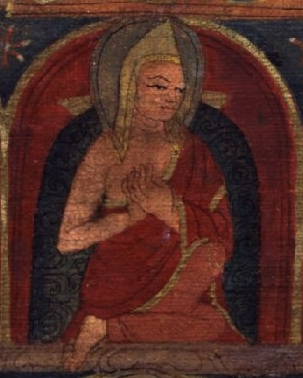
Dromtön

Dromtön, ook wel Dromtönpa (Tölung, 1003 of 1005 - 1064), was een Tibetaans priester. Hij was de belangrijkste volgeling van de boeddhistische meester Atisha, ten tijde van de tweede verbreiding van het boeddhisme in Tibet die plaatsvond na Langdarma. De levens van Atisha en Dromtön lopen nauw verweven door elkaar heen.
Tot de komst van Atisha op zijn zestigste in 1042 naar Tibet bestonden er nog geen sektes binnen het Tibetaans boeddhisme. Met zijn komst richtten Atisha en Dromtön de tantrische school kadam op. De Tibetaanse boeddhisten die deze sekte niet volgden, gingen verder als de nyingma, ook wel roodhoeden genoemd. Kadampa betekent school van de leer en nyingma de oude orde. Atisha bleef niet meer dan drie jaar in Tibet, waardoor Dromtön formeel wordt erkend als de oprichter van de kadampa. De hervorming die de kadampa doorvoerde had vooral betrekking op versobering van de levenswijze. Dromtön stichtte verschillende kloosters, waaronder Reting in 1056 in de vallei Reting Tsampo ten noorden van Lhasa.
Dromtön is de negende naam op de lijst van elf reïncarnaties die voorafgingen aan de dalai lama's en werd opgetekend door de grote vijfde dalai lama, Ngawang Lobsang Gyatso. Hij wordt daardoor gezien als een incarnatie van Chenrezig, de bodhisattva die in India bekend is onder de naam Avalokitesvara. Nummer acht op de lijst is koning Tri Ralpachen en de geestelijke Gonpaba wordt als tiende genoemd. De lijst van de vijfde dalai lama wordt ook wel als een gedeeltelijke canon van de geschiedenis van Tibet gezien.